# Danh sách phim Nhật Bản 2016
Bản mẫu:Danh sách phim Nhật Bản
Danh sách phim Nhật Bản sẽ phát hành trong năm 2016.
| Mở             | Tựa                                   | Đạo diễn           | Phân vai | Thể loại | Ghi chú        | Tham khảo |
| -------------- | ------------------------------------- | ------------------ | -------- | -------- | -------------- | --------- |
| tháng 2 năm 20 | Tamayura 4                            |                    |          |          |                | [ 1 ]     |
|                | Ansatsu Kyōshitsu                     |                    |          |          | Dựa trên manga | [ 2 ]     |
|                | Godzilla                              |                    |          |          |                | [ 3 ]     |
|                | I Am a Hero                           | Sato Shinsuke      |          |          | Dựa trên manga | [ 4 ]     |
|                | Ikari                                 | Lee Sang-il        |          |          |                | [ 5 ]     |
|                | Asaoka Kōkō Yakyūbu Nisshi: Ōbā Fensu | Yamashita Nobuhiro |          |          |                | [ 6 ]     |
|                | Kamigami no Itadaki                   | Hirayama Hideyuki  |          |          | Dựa trên manga | [ 7 ]     |
|                | Terra Formars                         | Miike Takashi      |          |          | Dựa trên manga | [ 8 ]     |
|                | Gekijōban Yu-Gi-Oh!                   |                    |          |          | Dựa trên manga | [ 9 ]     |